# Parijs-Tours 2016
De 110e editie van de wielerwedstrijd Parijs-Tours werd gehouden op 9 oktober 2016. De wedstrijd startte in Dreux en eindigde in Tours. De wedstrijd maakte deel uit van de UCI Europe Tour 2016, in de categorie 1.HC. In 2015 won de Italiaan Matteo Trentin. Ditmaal ging de overwinning naar de Colombiaan Fernando Gaviria. Van de 188 gestarte renners wisten 178 coureurs de eindstreep te bereiken, met andere woorden: de koers kende slechts tien uitvallers.
Gaviria, een 22-jarige Colombiaan in dienst van Etixx-Quick-Step, was de slimste in de massasprint. Hij liet Arnaud Démare en Jonas Van Genechten achter zich, een week voor de wereldkampioenschappen. Na de start kozen direct zeven renners het hazenpad, onder wie klimmer Warren Barguil (Giant-Alpecin). Hij kreeg Brian van Goethem (Roompot-Oranje Peloton) en Floris Gerts (BMC) met zich mee. Kévin Lebreton (Armée de Terre), Pirmin Lang (IAM Cycling), Arnaud Gérard (Fortuneo-Vital Concept) en LottoNL-Jumbo-renner Maarten Wynants completeerden de kopgroep. Een ruime voorsprong kregen de zeven nooit. De sprintersploegen lieten niet begaan, waardoor het verschil maximaal zo’n vier minuten bedroeg.
In de finale probeerden diverse renners de oversteek naar voren te maken, onder wie Greg Van Avermaet. Dat mislukte. Op tien kilometer van de streep was duidelijk dat de koers in een sprint zou eindigen. Andrew Fenn kwam in dienst van Elia Viviani te vroeg op kop, waardoor het tempo in de laatste kilometer daalde. Gaviria bedacht zich niet en zette op circa 500 meter van de streep zijn sprint in. Daarmee verraste hij zijn concurrenten.

## Uitslag
| Parijs–Tours 2016 (252,5 km) |                     |                        |          |
| Plaats                       | Naam                | Ploeg                  | Tijd     |
| Winnaar                      | Fernando Gaviria    | Etixx-Quick Step       | 5u22'03" |
| 2                            | Arnaud Démare       | FDJ                    | z.t.     |
| 3                            | Jonas Van Genechten | IAM Cycling            | z.t.     |
| 4                            | Matteo Trentin      | Etixx-Quick Step       | z.t.     |
| 5                            | Bryan Coquard       | Direct Énergie         | z.t.     |
| 6                            | Mark Cavendish      | Dimension Data         | z.t.     |
| 7                            | Nacer Bouhanni      | Cofidis                | z.t.     |
| 8                            | Jens Debusschere    | Lotto-Soudal           | z.t.     |
| 9                            | Luka Mezgec         | Orica-BikeExchange     | z.t.     |
| 10                           | Jean-Pierre Drucker | BMC Racing Team        | z.t.     |
|                              |                     |                        |          |
| 17                           | Jesper Asselman     | Roompot-Oranje Peloton | z.t.     |

1896 · 
1897-1900 · 
1901 · 
1902-1905 · 
1906 · 
1907 · 
1908 · 
1909 · 
1910 · 
1911 · 
1912 · 
1913 · 
1914 · 
1915-1916 · 
1917 · 
1918 · 
1919 · 
1920 · 
1921 · 
1922 · 
1923 · 
1924 · 
1925 · 
1926 · 
1927 · 
1928 · 
1929 · 
1930 · 
1931 · 
1932 · 
1933 · 
1934 · 
1935 · 
1936 · 
1937 · 
1938 · 
1939 · 
1940 · 
1941 · 
1942 · 
1943 · 
1944 · 
1945 · 
1946 · 
1947 · 
1948 · 
1949 · 
1950 · 
1951 · 
1952 · 
1953 · 
1954 · 
1955 · 
1956 · 
1957 · 
1958 · 
1959 · 
1960 · 
1961 · 
1962 · 
1963 · 
1964 · 
1965 · 
1966 · 
1967 · 
1968 · 
1969 · 
1970 · 
1971 · 
1972 · 
1973 · 
1974 · 
1975 · 
1976 · 
1977 · 
1978 · 
1979 · 
1980 · 
1981 · 
1982 · 
1983 · 
1984 · 
1985 · 
1986 · 
1987 · 
1988 · 
1989 · 
1990 · 
1991 · 
1992 · 
1993 · 
1994 · 
1995 · 
1996 · 
1997 · 
1998 · 
1999 · 
2000 · 
2001 · 
2002 · 
2003 · 
2004 · 
2005 · 
2006 · 
2007 · 
2008 · 
2009 · 
2010 · 
2011 · 
2012 · 
2013 · 
2014 · 
2015 · 
2016 · 
2017 · 
2018 · 
2019 ·
2020 ·
2021 ·
2022 ·
2023 ·
2024 ·
Etappewedstrijden

 Ster van Bessèges · 
 Ronde van Valencia · 
 La Méditerranéenne · 
 Ronde van de Algarve · 
 Ruta del Sol · 
 Ronde van de Haut-Var · 
 Ronde van de Provence · 
 Driedaagse van West-Vlaanderen · 
 Internationale Wielerweek · 
 Internationaal Wegcriterium · 
 Driedaagse van De Panne-Koksijde · 
 Ronde van de Sarthe · 
 Ronde van Castilië en León · 
 Ronde van Trentino · 
 Ronde van Kroatië · 
 Ronde van Turkije · 
 Ronde van Yorkshire · 
 Ronde van Asturië · 
 Ronde van Azerbeidzjan · 
 Vierdaagse van Duinkerke · 
 Ronde van Madrid · 
 Ronde van Picardië · 
 Ronde van Cova da Beira · 
 Ronde van Noorwegen · 
 World Ports Classic · 
 Ronde van België · 
 Ronde van Estland · 
 Ronde van Luxemburg · 
 Boucles de la Mayenne · 
 Ster ZLM Toer · 
 Ronde van Slovenië · 
 Ronde van Oostenrijk · 
 Sibiu Cycling Tour · 
 Ronde van Rhône Alpes-Valromey · 
 Ronde van Wallonië · 
 Ronde van Denemarken · 
 Ronde van Portugal · 
 Ronde van Burgos · 
 Ronde van Gévaudan Languedoc-Roussillon · 
 Ronde van de Ain · 
 Ronde van Tsjechië · 
 Arctic Race of Norway · 
 Ronde van de Limousin · 
 Ronde van Poitou-Charentes · 
 Tour des Fjords · 
 Ronde van Groot-Brittannië · 
 Ronde van Toscane · 
 Eurométropole Tour
Eendaagse wedstrijden

 Trofeo Felanitx-Ses Salines-Campos-Porreres · 
 Trofeo Pollença-Port de Andratx · 
 Trofeo Serra de Tramuntana · 
 Trofeo Playa de Palma-Palma · 
 GP La Marseillaise · 
 Grote Prijs van de Etruskische Kust · 
 Ronde van Murcia · 
 Clásica de Almería · 
 Trofeo Laigueglia · 
 Omloop Het Nieuwsblad · 
 Classic Sud Ardèche · 
 GP Lugano · 
 Kuurne-Brussel-Kuurne · 
 La Drôme Classic · 
 Le Samyn · 
 Strade Bianche · 
 GP Industria & Artigianato · 
 Ronde van Drenthe · 
 Nokere Koerse · 
 GP Nobili Rubinetterie · 
 Handzame Classic · 
 Classic Loire-Atlantique · 
 Grote Prijs van Cholet-Pays de Loire · 
 Dwars door Vlaanderen · 
 Route Adélie de Vitré · 
 Grote Prijs Miguel Indurain · 
 Volta Limburg Classic · 
 Ronde van La Rioja · 
 Parijs-Camembert · 
 Scheldeprijs · 
 Klasika Primavera · 
 Brabantse Pijl · 
 GP Denain · 
 Ronde van de Finistère · 
 Ronde van de Apennijnen · 
 Tro-Bro Léon · 
 La Roue Tourangelle · 
 Rund um den Finanzplatz Eschborn-Frankfurt · 
 Velothon Wales · 
 Grote Prijs van de Somme · 
 Grote Prijs van Plumelec · 
 Boucles de l'Aulne  · 
 Velothon Berlin · 
 GP Kanton Aargau · 
 Ronde van Keulen · 
 Ronde van Limburg · 
 Velothon Copenhagen · 
 Halle-Ingooigem · 
 GP Cerami · 
 Velothon Stuttgart · 
 Prueba Villafranca de Ordizia · 
 Rad am Ring · 
 Circuito de Getxo · 
 RideLondon Classic · 
 Polynormande · 
 Dwars door het Hageland · 
 Arnhem-Veenendaal Classic · 
 GP Jef Scherens · 
 GP Stad Zottegem · 
 Druivenkoers Overijse · 
 Schaal Sels · 
 Brussels Cycling Classic · 
 GP Fourmies · 
 Velothon Stockholm · 
 Ronde van de Doubs · 
 GP van Wallonië · 
 Coppa Bernocchi · 
 Coppa Agostoni · 
 Kampioenschap van Vlaanderen · 
 Grote Prijs Impanis-Van Petegem · 
 Memorial Marco Pantani · 
 GP van Isbergues · 
 GP Industria & Commercio di Prato · 
 Coppa Sabatini · 
 Ronde van Emilia · 
 Duo Normand · 
 GP Beghelli · 
 Ronde van de Drie Valleien · 
 Milaan-Turijn · 
 Ronde van Piemonte · 
 Ronde van de Vendée · 
 Ronde van het Münsterland · 
 Binche-Chimay-Binche · 
 Parijs-Bourges · 
 Parijs-Tours · 
 Nationale Sluitingsprijs